# Bandera CMO Valves
La Bandera CMO Valves es el premio de una competición de remo, de la especialidad de traineras, que tiene lugar en la Bahía de Pasajes (Guipúzcoa) desde el año 2022 organizada por la Sociedad de Remo Koxtape Pasajes de San Juan y patrocinada por CMO Valves siendo puntuable para la Liga ARC.

## Historia
Las regatas se disputan en la bahía de Pasajes desde la temporada 2022 y forman parte del calendario de pruebas del grupo 1 de la Liga ARC; categoría en la que boga la trainera de la Sociedad de Remo Koxtape Pasajes de San Juan, organizadora de la prueba, ya que la Liga ARC exige a los clubes que participan en dicha competición la organización de al menos una regata.
En las temporadas 2022 y 2023, se celebró en la misma jornada que las banderas del grupo 2 y de la Liga ETE.
La boya de salida y meta se sitúa entre Pasajes de San Pedro y el puerto de la Piedad, (Pasajes de San Juan) y la baliza exterior una vez pasada la punta Arando Aundi con lo que la regata discurre por la bocana de entrada al puerto de Pasajes. Las pruebas se realizan por el sistema de contrarreloj, a cuatro largos y tres ciabogas con un recorrido de 3 millas náuticas que equivalen a 5556 metros.

## Historial
| Edición | Año  | Ganador   | Segundo  | Tercero   |
| ------- | ---- | --------- | -------- | --------- |
| I       | 2022 | Arkote    | San Juan | San Pedro |
| II      | 2023 | San Pedro | San Juan | Lapurdi   |
| III     | 2024 | San Juan  | Zumaia   | Lapurdi   |

## Palmarés
| Victorias | Club      | Años |
| --------- | --------- | ---- |
| 1         | Arkote    | 2022 |
| 1         | San Pedro | 2023 |
| 1         | San Juan  | 2024 |